# 舊北海道銀行本店

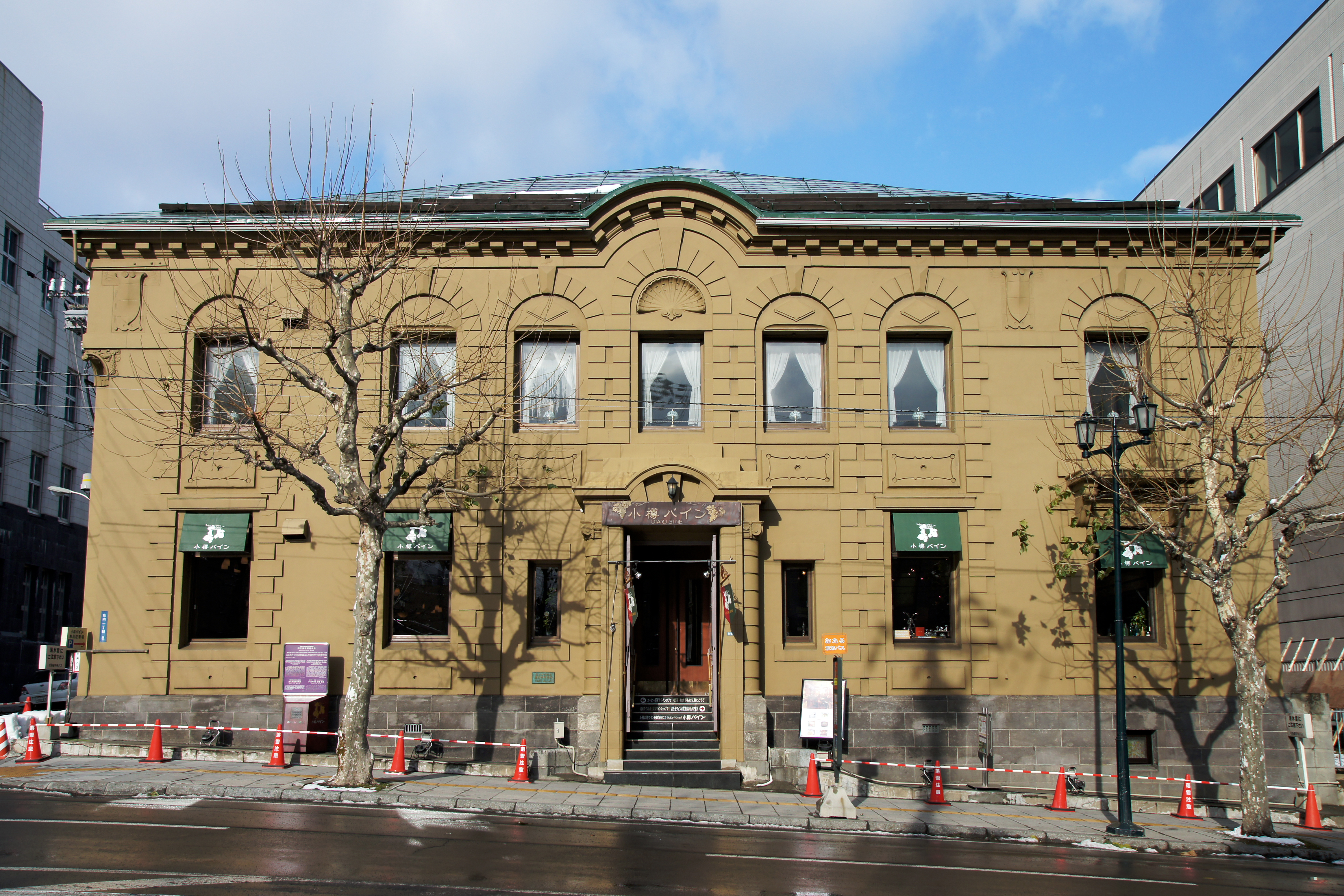
舊北海道銀行本店

舊北海道銀行本店（日语：きゅう ほっかいどうぎんこうほんてん）是位於北海道小樽市的一座歷史建築。舊北海道銀行本店修建於1912年7月，地上2層，地下1層。大正時期進行了大幅擴建。1931年再次進行擴建。現在舊北海道銀行本店是小樽市指定歴史的建造物。